# Цикл Вільсона

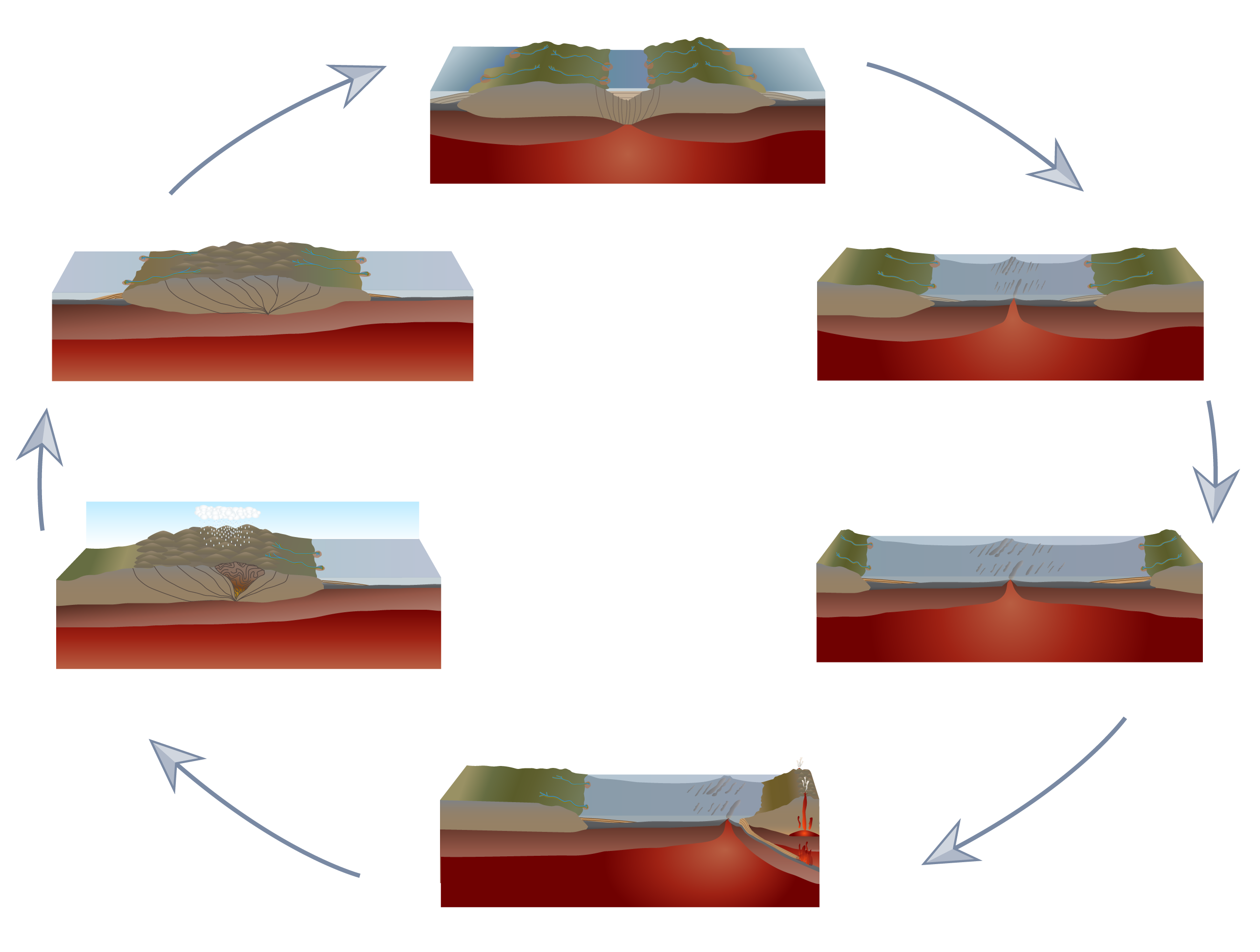
Фази циклу Вілсона

Цикл Вільсона — цикл утворення і зникнення океанів, викликаний тектонічними рухами літосферних плит. Запропонований канадським геофізиком Джоном Тузо Вілсоном у 1966 році. Повний цикл Вільсона займає від 400 до 600 мільйонів років.
Він пов’язаний із передбачуваним суперконтинентальним циклом, який описує об’єднання земних континентів у суперконтиненти та їх подальший розпад, але не ідентичний йому: цикл Вільсона для певного океану може не завершитися утворенням суперконтиненту (закриття океану Тетіс, наприклад, відбулося в результаті зіткнення Індійського субконтиненту та Євразії, але це не призвело до утворення суперконтиненту).